# Leonidas Andrianopoulos
Leonidas Andrianopoulos (griechisch Λεωνίδας Ανδριανόπουλος; * 10. August 1911 in Piräus; † 25. Oktober 2011 ebenda) war ein griechischer Fußballspieler auf der Position eines Stürmers. Vier seiner insgesamt sechs Brüder, Yiannis, Dinos, Giorgos und Vassilis, gehörten zu den 33 Gründungsmitgliedern des griechischen Traditionsvereins Olympiakos Piräus. Während seine älteren Brüder bereits ab dem Gründungsjahr 1925 für den Klub aktiv waren, stieß der jüngste der Andrianopoulos-Brüder erst im Jahre 1927 zur Herrenmannschaft des Vereins und war für diese bis zu seinem Karriereende im Jahre 1935 als 24-Jähriger aktiv. Ebenso absolvierte er zwischen 1929 und 1935 elf Länderspiele für sein Heimatland, in denen er zwei Tore erzielte.

## Karriere

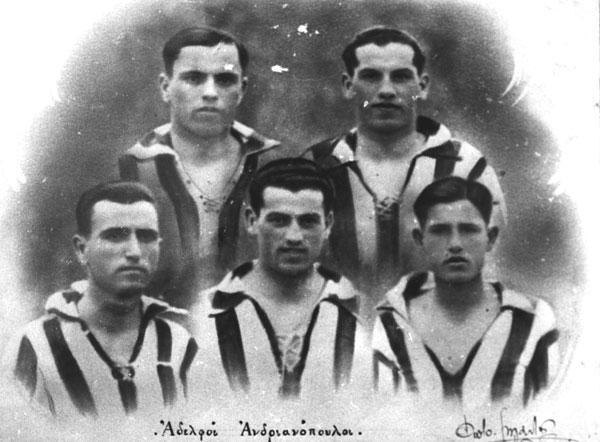
Die Gebrüder Andrianopoulos im Jahre 1927: (von links) Yiannis, Dinos, Giorgos, Vassilis und Leonidas Andrianopoulos

Leonidas Andrianopoulos wurde im Jahre 1911 als siebenter und damit jüngster Sohn in eine wohlhabende und einflussreiche griechische Familie am Hafen von Piräus geboren. Sein Vater hatte zu dieser Zeit bereits ein erfolgreiches Unternehmen aufgebaut und war als Geschäftsmann sehr erfolgreich. Nachdem der Piraikos Podosfairikos Omilos FC und der Piraikos Opadoi FC am 10. März 1925 zum neuen Verein Olympiakos Piräus fusionierten, waren Leonidas vier ältere Brüder Yiannis, Dinos, Giorgos und Vassilis unter den insgesamt 33 Gründungsmitgliedern des neuen Fußballklubs. Der damals gerade einmal 13-Jährige Leonidas stieß erst zwei Jahre später zur Herrenmannschaft des neugegründeten Vereins. Die Andrianopoulos-Brüder waren es auch, die deutlich zum Ansehen und frühen Ruhm des Klubs beitrugen, wobei die vier älteren Brüder gleich von Beginn an in der Angriffsreihe der Mannschaft mitwirkten. Drei aufeinanderfolgende Meistertitel in der lokalen Fußballmeisterschaft von Piräus waren ein deutliches Zeichen, das den Verein bald in ganz Griechenland berühmt machte. Einer der Brüder, Yiannis, hatte eine Zeitlang an einem englischen College studiert und brachte von dort das in den Anfangsjahren angewandte Spielsystem. Dabei spielte man anfangs ein „2–3–5“, bestehend aus zwei Abwehr-, drei Mittelfeld- und fünf Angriffsspielern. Nach den ersten Erfolgen des Klubs, dessen Anhängerschaft zu dieser Zeit großteils aus der Arbeiterklasse bestand, stieß Leonidas Andrianopoulos schließlich auch zur Mannschaft und war zusammen mit seinen vier älteren Geschwistern in der fünfköpfigen Angriffsreihe im Einsatz. Die beiden anderen Brüder Stelios und Aristides, die beide im Alter von Leonidas, jedoch etwas älter waren, spielten ebenfalls Fußball, konnten aber nicht an den Erfolgen der anderen Brüder teilhaben und beendeten relativ rasch ihre Fußballkarrieren.
Die ersten Spiele trug die Mannschaft im Velodrom Neo Faliro aus und wechselte im Laufe der Zeit ins Karaiskakis-Stadion, das an der gleichen Stelle des Velodroms entstand. Erste Begegnungen wurden vor allem gegen die Besatzungen französischer und englischer Kriegsschiffe ausgetragen, jedoch gab es auch zahlreiche inländische Duelle. Beim ersten Auftritt in der griechischen Meisterschaft war Leonidas 1929/30 als Stürmer beteiligt. Dabei wurde die Mannschaft nach vier ausgetragenen Partien hinter Panathinaikos Athen (1.) und Aris Thessaloniki (2.) Dritter und damit Tabellenletzter. Die Erfolgsbilanz des Teams änderte sich allerdings schlagartig in der nachfolgenden Spielzeit 1930/31, in der man bereits in einer Liga mit acht verschiedenen Mannschaften antrat und sich nach 14 absolvierten Ligapartien an der Tabellenspitze wiederfand. Auf den ersten Meistertitel in der Vereinsgeschichte folgte ein mäßiger 5. Platz in der Saison 1931/32. Abermals eine Spielzeit später konnte die Mannschaft 1932/33 alles wieder drehen und sich zum zweiten Mal griechischer Fußballmeister nennen. Den Erfolg konnte die Mannschaft auch in der Saison 1933/34 wiederholen und somit ihren Meistertitel verteidigen. Von den Andrianopoulos-Brüdern war Leonidas derjenige, der am längsten als Aktiver bei der Mannschaft mitwirkte; so war er nachweislich von 1927 bis Ende 1935 im Kader von Olympiakos.
Leonidas Andrianopoulos, der vor, neben, wie auch nach seiner Fußballkarriere auch als Leichtathlet tätig war, beendete seine Fußballlaufbahn im Alter von 24 Jahren im Jahre 1935, nachdem 1934/35 keine Meisterschaft ausgetragen wurde. In all den Jahren als Aktiver gehörte er ab 1929 auch dem Aufgebot der griechischen Nationalmannschaft an, für die er am 30. Juni 1929 bei einem 1:1-Remis in einem Freundschaftsspiel gegen Bulgarien sein Debüt gab und neben drei seiner Brüder eingesetzt wurde. Ein Jahr später nahm er am ersten Balkan-Cup teil, der über einen Zeitraum von über drei Jahren ausgetragen wurde und bei dem Griechenland den dritten Platz erreichte. Neben Spielen im Balkan-Cup wurde Leonidas auch in weiteren freundschaftlichen Länderspielen, so unter anderem gegen eine B-Auswahl Italiens, eingesetzt. Des Weiteren absolvierte er im Apostolos-Nikolaidis-Stadion vor rund 10.000 ein inoffizielles Länderspiel gegen Bulgarien. Am 25. März 1934 wurde er im Qualifikationshinspiel zur WM im selben Jahr gegen Italien eingesetzt. Zu einem Rückspiel kam es nicht, da Griechenland nach der deutlichen 0:4-Niederlage auf ein Rückspiel auf heimischen Grund verzichtete. Stattdessen zahlte der italienische Verband dem griechischen insgesamt 700.000 Drachmen, um auf das Rückspiel in Athen zu verzichten, das die Italiener wegen der langen Anreise in der WM-Vorbereitung gestört hätte. Im Jahre 1934 nahm er mit der Mannschaft am 5. Balkan-Cup teil und trat dort beim 2:1-Erfolg über Jugoslawien erstmals als Mannschaftskapitän in Erscheinung. In ebendiesem Amt war er in allen drei Länderspielen seines Heimatlandes bei diesem Turnier im Einsatz. In diesem Wettbewerb gelangen ihm auch seine beiden ersten und einzigen Treffer für Griechenland. So erzielte er den ersten der beiden Treffer am 23. Dezember 1934 beim 2:1-Sieg über Jugoslawien, wo er in der 67. Spielminute zum spielentscheidenden Endstand traf; das zweite Tor gelang ihm nur vier Tage später beim 2:2-Remis gegen Rumänien. Mit dem letzten Spiel, einem 1:1 gegen Bulgarien, beendete Leonidas Andrianopoulos am 1. Januar 1935 auch seine Laufbahn als Nationalspieler.
Nach seinem offiziellen Karriereende im Alter von 24 Jahren stieg Leonidas Andrianopoulos in den väterlichen Betrieb ein und war für die Firma über einen langen Zeitraum tätig. 84 Jahre nach seinem Debüt im rot-weißen Dress von Olympiakos verstarb der jüngste Andrianopoulos-Sohn am 25. Oktober 2011 in seiner Heimatstadt Piräus im Alter von 100 Jahren. Dem anschließenden Begräbnis, zwei Tage später, wohnten zahlreiche namhafte Persönlichkeiten aus dem Umfeld des Fußballvereins, sowie auch verschiedene Persönlichkeiten aus Politik und Wirtschaft bei. Mit Leonidas verstarb der letzte der fünf Andrianopoulos-Brüder, die von Beginn an für Olympiakos Piräus als Spieler im Einsatz waren.

## Erfolge
- 3× Griechischer Fußballmeister: 1930/31, 1932/33 und 1933/34